# Blažena Mészárošová
Blažena Mészárošová (* 2. listopadu 1942) byla slovenská a československá politička a bezpartijní poslankyně Sněmovny lidu Federálního shromáždění za normalizace.

## Biografie
K roku 1971 se profesně uvádí jako vedoucí drůbežářské farmy JZD. Pocházela z obce Branč.
Ve volbách roku 1971 zasedla do Sněmovny lidu (volební obvod č. 152 - Zbehy, Západoslovenský kraj). Ve Federálním shromáždění setrvala do konce funkčního období, tedy do voleb v roce 1976.